# Le Lorey
Le Lorey é uma comuna francesa na região administrativa da Normandia, no departamento Mancha. Estende-se por uma área de 14,67 km². Em 2010 a comuna tinha 621 habitantes (densidade: 42,3 hab./km²).